# CrossFit

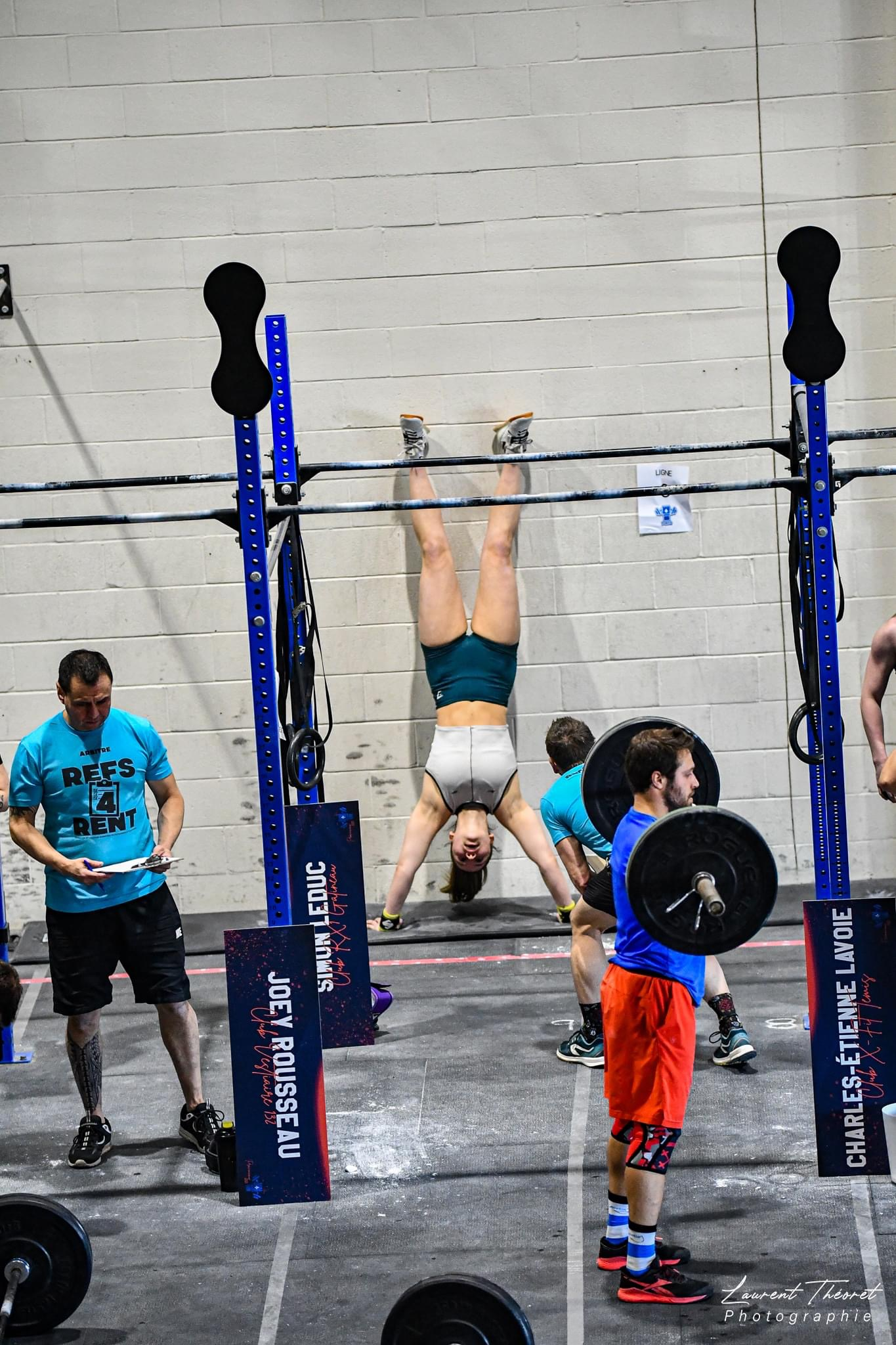
Compétition de CrossFit.

Le CrossFit est une marque commerciale d'entraînement croisé (Cross Training)  promu par la société CrossFit Inc. Dans le langage courant, le terme CrossFit est assimilé à la pratique sportive pluridisciplinaire suivant les principes énoncés par la marque éponyme.
Le CrossFit combine principalement la force athlétique, l'haltérophilie, la gymnastique et les sports d'endurance. Le mot CrossFit vient de la contraction de cross fitness (en français, entraînement croisé), appelé ainsi parce qu'il mélange différentes activités physiques et sportives préexistantes.
Les pratiquants du CrossFit courent, rament, grimpent à la corde, sautent, déplacent des objets, pratiquent des mouvements olympiques d'haltérophilie ainsi que des exercices au poids du corps, utilisent des haltères (réglables ou girevoys), des anneaux et des barres de gymnastique, des boîtes, des sacs de sable et tout autre objet pouvant servir de poids.
Le CrossFit axe son fonctionnement autour de dix compétences athlétiques : endurance cardiovasculaire et respiratoire, endurance musculaire, force, souplesse, puissance, vitesse, agilité, psychomotricité, équilibre et précision.
Le programme CrossFit veut augmenter la capacité de travail dans ces différents domaines en provoquant par les entraînements des adaptations neurologiques et hormonales au travers des différentes filières métaboliques,. Ceci afin de préparer ses pratiquants à s’adapter à n’importe quels efforts physiques rencontrés tous les jours grâce à la variété des entraînements, l’utilisation de mouvements poly-articulaires et l’intensité élevée du travail,.

## Historique
Le CrossFit est inventé par l’ancien gymnaste universitaire Greg Glassman et sa femme Lauren Glassman (née Jenai) dans le courant des années 1970, dans leur garage transformé en salle d'entraînement. Le premier centre affilié CrossFit ouvre à Santa Cruz en 1995. La même année Glassman est embauché pour entraîner les services de police de Santa Cruz,,.
Greg et Lauren Glassman créent l'entreprise CrossFit, inc. en 2000.
En février 2001, Glassman lance le site CrossFit.com pour étendre la communication autour de son programme et mettre à la libre disposition de tous ces routines d’entraînement, appelées WOD (workout of the day). CrossFit est depuis une marque déposée par Greg Glassman,.
En 2012, Greg Glassman obtient de la justice de pouvoir racheter les parts de Lauren Glassman dans CrossFit, inc., lors de leur divorce, pour 16 millions de dollars. L'entreprise réalise alors 50 millions de dollars de chiffre d'affaires (le double l'année suivante), principalement grâce aux séminaires (inscriptions et certifications de centaines d'entraîneurs), aux CrossFit Games et aux royalties sur la marque CrossFit.

## Fonctionnement

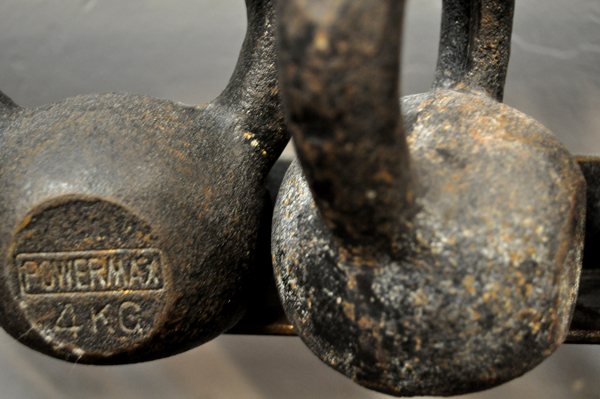
Exercices avec Kettlebells.

L'entraînement CrossFit s'articule autour des WOD (workout of the day) : chaque jour un entraînement est préparé par un coach puis exécuté par la communauté après une séance d'échauffement spécifique. Les WOD sont composés de plusieurs exercices, le tout enchaîné suivant différents formats. De plus, il y a souvent une partie de pratique de force ou d'haltérophilie ajouté à l'entrainement.
Les exercices utilisés en CrossFit sont regroupés en trois catégories :
- Gymnastique (pompe, traction et variante à la barre fixe, tirage aux anneaux, pompe en poirier, toes-to-bar ou orteils à la barre…)
- Cardio (burpee, course à pied, rameur, saut à la corde…)
- Haltérophilie (arraché, épaulé-jeté...) et Force athlétique (squat ou flexion sur jambes, deadlift ou soulevé de terre…)

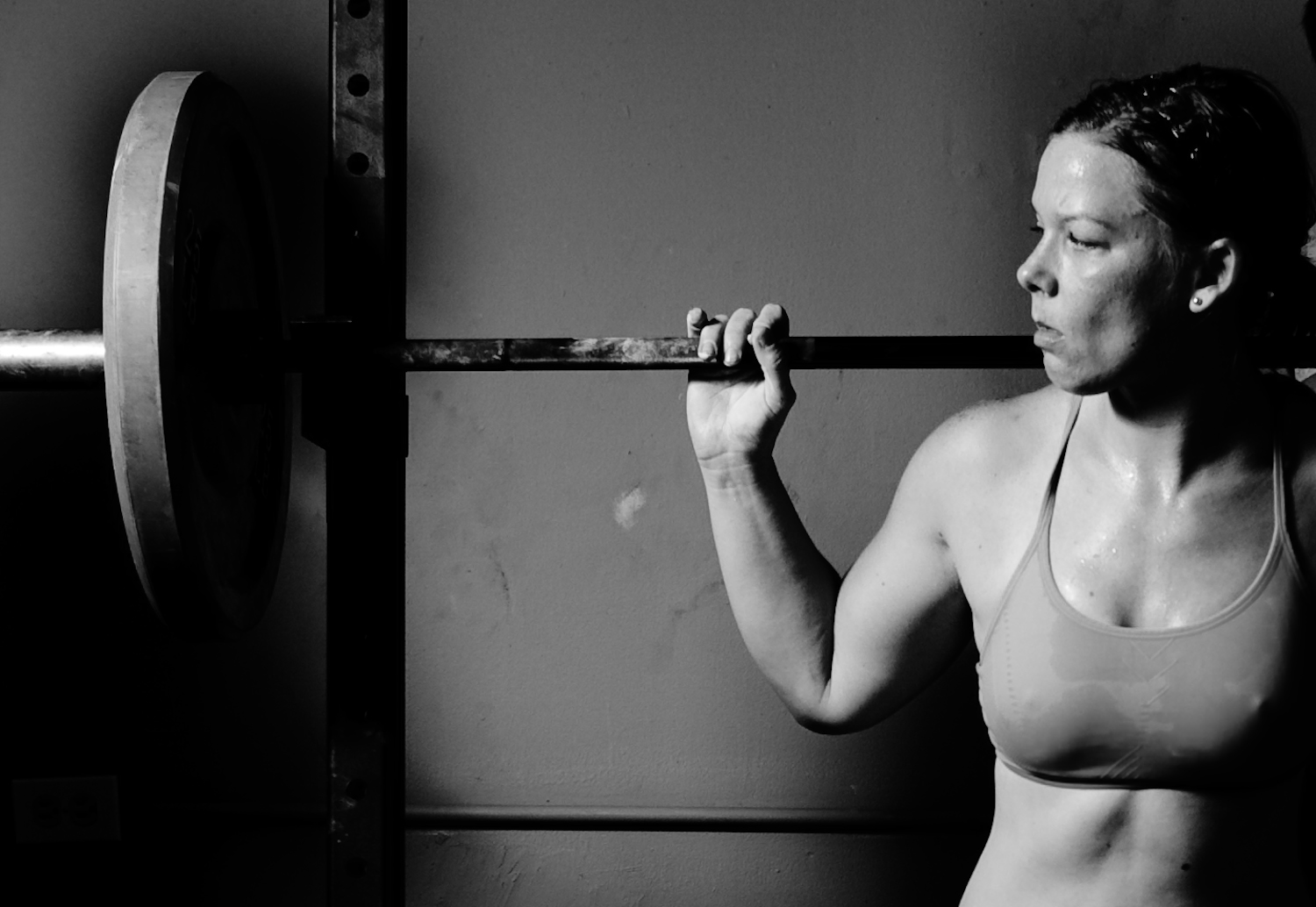
Exercices de force athlétique.

Une multitude de formats de travail existent pour structurer les exercices, quelques exemples :
- par séries dégressives (21-15-9, 21-18-15-12-9-6-3…)
- en AMRAP (As many rounds as possible, autant de tours que possible)
- en format maximums (1-1-1-1-1, 3-2-2-1-1…)
- format type Bear complex basé sur un enchaînement précis et dans lequel on augmente la charge à chaque tour
- en pyramide (1-2-3-4-5-4-3-2-1)
- EMOM (Every Minute On the Minute, un mouvement chaque minute)[15]
- Tabata (20 secondes d'exercice, 10 secondes de pause)

En plus de cela, quatre types de séances existent :
- skills (compétence technique) dont le but est l'apprentissage des techniques d'entraînements
- strength, le but étant de développer sa capacité de force maximale sur un ou plusieurs exercices
- metcons (metabolic conditionning, conditionnement metabolique), où le but est d'exécuter un WOD en intensité maximale et de tenter de finir le WOD le plus rapidement possible.
- cardio, le but étant de développer sa capacité d'endurance

Deux rythmes d'entraînement sont généralement utilisés :
- 3 jours de travail pour 1 jour de repos
- 5 jours de travail pour 2 jours de repos

L'utilisation d'une horloge ou une minuterie est recommandée pour garder les temps précis, nombres de tours et intensité.

## Techniques de WOD

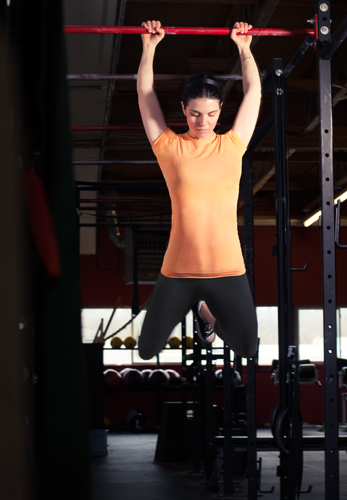
Exercices au poids du corps, ici des tractions.

Programme de conditionnement physique de haute intensité, le CrossFit utilise des mouvements fonctionnels. C’est un sport de challenge avec des variétés de WOD différents. Il existe aussi des Benchmarks Workouts qui sont des entrainements (WOD) visant à mesurer et comparer les performances au fil du temps. Ces entrainements se distinguent par leur nom féminin et par leur apparition inattendue dans l'entrainement du jour.
Quelques techniques de WOD :
- Barbara : en 5 tours de 20 tractions, 30 pompes, 40 abdominaux et 50 flexions sur jambes.
- Cindy : faire autant de tours que possible en 20 minutes sous la forme de 5 tractions, 10 pompes et 15 flexions sur jambes
- 10-9-8-7-6-5-4-3-2-1 : pour chaque exercice, le nombre de répétitions diminue au fur et à mesure.
- 50-40-30-20-10 : une variante dégressive de 10 en 10.
- 21-15-9 : une variante dégressive très répandue, permettant de diminuer le nombre de répétitions en augmentant l'intensité des exercices afin de terminer le plus rapidement possible. Plusieurs mouvements sont généralement demandés à chaque tours. Par exemple, le premier tour peut consister en 21 tractions et 21 burpees.
- 30-20-10-20-30 : une autre variante relativement commune, dite « en pyramide inversée ».
- Fight gone bad : exécuter chacun des exercices durant une minute. Après une minute, il faut passer à une autre station. Le but est de passer d’un exercice à un autre le plus vite possible. Les différentes stations de ce WOD sont :

1. Wall-ball : lancer de médecine ball de 9 kg sur une cible à 3 mètres de hauteur (score compté en nombre de répétitions)
2. Sumo deadlift high-pull : soulevé de terre en technique sumo (jambes écartées) depuis le sol jusqu'aux pectoraux, avec une barre d'haltérophilie chargée à 34 kg (score compté en nombre de répétitions)
3. Box Jump : saut à pieds joints sur une boîte de 50 centimètres de hauteur (score compté en nombre de répétitions)
4. Push-press : développé épaules debout, à l'aide d'une barre d'haltérophilie chargée à 34 kg (score compté en nombre de répétitions)
5. Row : tirage au rameur effectué sur un ergomètre (score compté en nombre de calories affiché sur le rameur)

- Rounds in rounds : L’exercice se divise en rounds. Chaque round dure un temps imparti. Par exemple, le round peut durer 2 minutes. Dans ces deux minutes, il s’agit de faire le maximum d’exercices. Le temps restant : durant un temps limité, il faut réaliser d'autres exercices le plus rapidement possible afin d’en faire un maximum.
- Minute par minute : La priorité est le temps restant. Il s’agit de fixer un certain nombre d'exercices différents à faire chaque minute.
- One rep : le but est d’exécuter un mouvement complexe et composé représentant une répétition.
- The Death-by : faire un mouvement la première minute, plus ajouter une répétition supplémentaire de ce mouvement chaque minute. Les combinaisons : combiner et mélanger des structures. Par exemple, « swing, Cindy, swing … »

## Évolution
Le nombre de centres affiliés est passé de 18 en 2005 à environ 10 800 en 2021. Le CrossFit est utilisé par plusieurs régiments militaires, services de police et de pompiers,,,,.
De nombreux entraîneurs se sont depuis associés au CrossFit et ont apporté un développement supplémentaire au programme : 
- pour l'haltérophilie notamment avec Louie Simmons, Bill Star et Mike Burgener
- pour le football américain avec l'ancien joueur de la NFL John Welbourn qui a développé le programme CrossFit Football, dédié aux joueurs de football américain
- pour la course à pied avec Nicholas Romanov, créateur de la méthode de course à pied POSE[22],[23]
- pour l'alimentation avec Barry Sears, créateur de la méthode diététique Zone diet (en)
- des spécialistes du fitness comme Mark Twight, Dan John, Mark Rippetoe, Robb Wolf, Garrett Smith and Greg Everett

CrossFit Inc. organise des séminaires de certification spécialisés en gymnastique, haltérophilie, force athlétique, course à pied et endurance, kettlebells, mobilité et récupération, CrossFit Kids (programme CrossFit pour enfant) et CrossFit Football.

### Rémunération pour l'utilisation du nom
CrossFit est une marque déposée, chaque entreprise qui veut utiliser le nom doit payer une redevance.

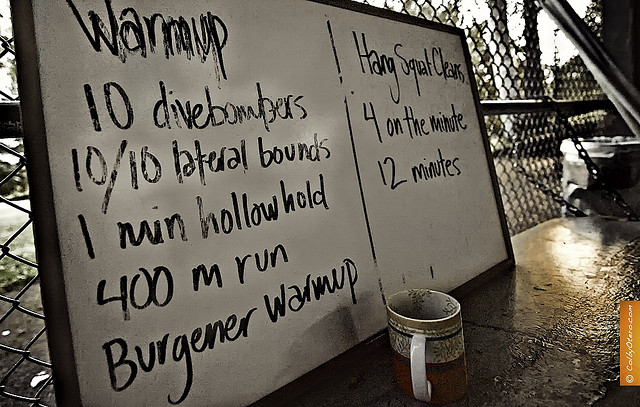
Tableau d'entraînement.

## CrossFit Games
Des compétiteurs de tous pays se retrouvent annuellement aux CrossFit Games depuis 2007. Des primes sont offertes aux meilleurs participants, en 2010 les premiers de chaque catégorie se sont vus offrir 25 000 $.
Une prime de 315 000$ a été offerte au gagnant et à la gagnante des CrossFit Games 2023. En 2011, les CrossFit Games sont ouverts à n'importe qui à travers le monde en utilisant un système de sélection en ligne. Six WOD différents sont proposés, chacun pendant une semaine, un WOD ne pouvant être réalisé qu'une fois le précédent réalisé. Les participants peuvent réaliser et faire valider ce WOD dans un centre affilié CrossFit ou en soumettant une vidéo de la réalisation du WOD sur le site des CrossFit Games et qui est ensuite validée par la communauté.
Pour sélectionner les athlètes participant aux CrossFit Games 2011, l'organisation a créé treize divisions régionales différentes pour le continent américain (Nord-Ouest, Canada Ouest, Canada Est, Nord-Centre, Est-Centre, Nord-Est, Atlantic-centre, Sud-Est, Sud-Centre, Sud-Ouest, Californie du Sud, Californie du Nord et Amérique Latine) ainsi que quatre divisions pour le reste du monde (Europe, Asie, Afrique et Australie).
Les athlètes en tête de chaque division des sélections se rencontrent ensuite dans un évènement régional pour sélectionner les meilleurs qui pourront par la suite participer aux CrossFit Games mondiaux. Les gagnants ainsi que les cinq meilleurs des éditions précédents sont automatiquement sélectionnés.
Différentes catégories basées sur l'âge et le sexe divisent les participants, ce sont les catégories men (hommes), women (femmes), master men (homme > 35 ans), master women (femmes > 35ans) et team (par équipes). Les catégories master men et women sont ensuite partagées en groupes en fonction de l'âge (35-39, 40-44, 45-49, 50-54, 55-59 et +60).
Les CrossFit Games sont actuellement sponsorisés par NoBull (Reebok auparavant jusqu'en 2021), qui a porté les récompenses totales à plus d'1 000 000 $ (250 000 $ pour les vainqueurs homme et femme, plus un bonus lié au achat de places pour l'évènement).
Résultats des éditions précédentes
| Année | Vainqueur homme        | Vainqueur femme           |
| ----- | ---------------------- | ------------------------- |
| 2007  | James "OPT" Fitzgerald | Jolie Gentry              |
| 2008  | Jason Khalipa          | Caity Matter              |
| 2009  | Mikko Salo             | Tanya Wagner              |
| 2010  | Graham Holmberg        | Kristin Clever            |
| 2011  | Rich Froning Jr.       | Annie Thorisdottir        |
| 2012  | Rich Froning Jr.       | Annie Thorisdottir        |
| 2013  | Rich Froning Jr.       | Samantha Briggs           |
| 2014  | Rich Froning Jr.       | Camille Leblanc-Bazinet   |
| 2015  | Ben Smith              | Katrin Tanja Davidsdottir |
| 2016  | Mathew Fraser          | Katrin Tanja Davidsdottir |
| 2017  | Mathew Fraser          | Tia-Clair Toomey          |
| 2018  | Mathew Fraser          | Tia-Clair Toomey          |
| 2019  | Mathew Fraser          | Tia-Clair Toomey          |
| 2020  | Mathew Fraser          | Tia-Clair Toomey          |
| 2021  | Justin Medeiros        | Tia-Clair Toomey          |
| 2022  | Justin Medeiros        | Tia-Clair Toomey          |
| 2023  | Jeffrey Adler          | Laura Horvath             |
| 2024  | James Sprague          | Tia-Clair Toomey          |

## Discussion

### Soutiens
Le docteur Tony Webster du Pacific Institute for Sports Medicine au Camosun College de Victoria suggère que le CrossFit peut être utilisé de manière sécurisée et raisonnable et trouve quelques avantages à ce programme dans la recherche universitaire actuelle :

« Il est sûr de dire qu'un programme comme le Crossfit exécuté trois à cinq fois par semaine peut certainement apporter une dose hebdomadaire d'exercices aérobiques « vigoureux » qui peut aisément satisfaire aux recommandations actuelles de santé publique. De plus en plus d'études scientifiques démontrent l'efficacité de périodes d'exercices courtes et à haute intensité dans l'amélioration de la forme physique mais aussi sur un large éventail de marqueurs de santé. En fait, d'abondantes preuves scientifiques suggèrent qu'une activité vigoureuse a un impact sur la santé plus grand qu'une activité modérée. Utilisé de façon sécurisée et raisonnable, je crois que le CrossFit n'a pas seulement le potentiel de changer la vie des gens mais aussi de changer l'industrie du fitness pour le meilleur. »

Les éditeurs de PureHealthMD écrivant pour Discovery Health Channel trouvent que le CrossFit « est synonyme d'une meilleure forme physique et d'une musculature plus puissante en un temps total plus raisonnable » comparé à essayer de « développer des muscles et être en forme en passant 60 minutes ou plus dans une salle de sport plusieurs fois par semaine ». Leur conclusion est que ce programme « est un type différent de routines d'entraînements [...] une façon complète et vraiment efficace d'atteindre un haut niveau de forme physique [...] qui ne demande pas un grand nombre d'équipements sophistiqués, mais qui propose une belle variété pour garder la motivation et fournit un défi qui permet de garder l'amusement de l'exercice. »

### Critiques
Un marin de la Marine américaine qui a souffert de blessures en exécutant un entraînement CrossFit affirme que le CrossFit provoque un risque élevé de rhabdomyolyse. Il a par la suite intenté un procès à ses entraîneurs et a reçu 300 000 $ en dédommagement.
Selon le Dr Stuart McGill, un professeur spécialisé en biomécanique de la colonne vertébrale à l'université de Waterloo, le risque de blessures dans certains exercices CrossFit dépasse leurs avantages quand ils sont réalisés avec une mauvaise technique pendant les entraînements contre-la-montre. Il ajoute que des risques similaires existent dans d'autres programmes d’entraînement mais note que la communauté CrossFit en ligne permet aux pratiquants de suivre le programme sans encadrement sérieux, augmentant le risque.
À cause de ces risques perçus du CrossFit, il est devenu difficile pour beaucoup d'entraîneurs et d'affiliés de contracter des assurances. En réponse, Crossfit a créé pour les États-Unis un groupe de rétention des risques (RRG). Un RRG est une forme d'auto-assurance qui est commune chez les professionnels qui s'engagent dans des activités à haut risque, comme les officiers de police, les professionnels des services médicaux d'urgence et les démolisseurs.
Un article du site t-nation.com critique le CrossFit pour son manque de périodisation, ses séquences d'exercices aléatoires ou illogiques, et le manque de standards de certification pour les entraîneurs et les affiliés. CrossFit conteste vigoureusement les critiques de sa méthodologie d'entraînement. Les entraîneurs certifiés CrossFit niveau 1 sont certifiés au travers de l'institut national américain des standards (ANSI).
L'étude Hamill publiée dans le JSCR conclut que le principe du Crossfit qui repose sur la manipulation de poids associée à des mouvements balistiques peut être très fatigant et dangereux pour les articulations. En effet effectuer des séries répétées avec des lests tout en effectuant des mouvements peut fatiguer le sportif et provoquer à court terme de graves inflammations des tendons.
Pour les pratiquants, CrossFit est particulièrement coûteux. Par exemple, aux États-Unis, un abonnement à plus de 200 dollars par mois (sans coach personnel) est habituel, soit dix fois le prix des abonnements aux chaînes classiques de salles de fitness. Une critique additionnelle qui en découle est la perception de ségrégation sociale (et donc, aux États-Unis, raciale) dans les salles de CrossFit. En France, l'abonnement mensuel d'une salle en droit d'utiliser la marque est habituellement égal ou supérieur à 75 euros en 2014,.